# Беляков, Виктор Евгеньевич
Виктор Евгеньевич Беляков (род. 5 августа 1969, Ленинград) — советский и российский хоккеист, нападающий. Тренер. Мастер спорта.

## Биография
Начинал играть в первой лиге за «Ижорец» в сезоне 1985/86. В начале сезона 1987/88 перешёл во вторую команду ленинградского СКА «Звезда» из второй лиги. 13 следующих сезонов отыграл за СКА. Завершал карьеру в новосибирской «Сибири» (2001/02 — 2002/03).
Начинал тренировать в детской школе имени Дроздецкого. С 2009 года в течение шести лет — тренер команды СКА 1999 года рождения. В сезонах 2015/16 — 1016/17 — главный тренер новообразованной команды «СКА-Карелия» Кондопога. В сезоне 2017/18 — главный тренер команды «СКА-Варяги» пос. им. Морозова. Перед сезоном 2018/19 перешёл в систему петербургского «Динамо», тренировал в сезоне молодёжную команду. С сезоне 2019/20 — тренер в «Динамо-Юниор». В 2003 году окончил УГАФК.